# 6042 Cheshirecat
6042 Cheshirecat è un asteroide areosecante. Scoperto nel 1990, presenta un'orbita caratterizzata da un semiasse maggiore pari a 3,0432390 UA e da un'eccentricità di 0,4561440, inclinata di 15,87572° rispetto all'eclittica.
L'asteroide è dedicato al Gatto del Cheshire, personaggio immaginario di Lewis Carroll.